# Industriegebiet Worms-Nord
Das Industriegebiet Worms-Nord ist ein Industriegebiet in der kreisfreien Stadt Worms am Rhein. Während im Süden des Gebiets chemische Industrie mit Werken von Evonik Industries, Procter & Gamble und Grace Company dominiert, wird der Norden von Logistikunternehmen wie Fiege Logistik und Trans Service Team geprägt.

## Lage
Das Industriegebiet Worms-Nord liegt bandförmig entlang der B 9 zwischen der Riedbahn im Süden und Worms-Rheindürkheim im Norden. Es wird im Osten vom Rhein und im Westen von der Bahnstrecke Mainz–Ludwigshafen begrenzt. Kleinere Teilflächen im Norden des Industriegebiets liegen auf der Gemarkung von Osthofen.

## Archäologische Funde
Im Industriegebiet wurden seit den 1930er Jahren Teile eines keltischen Gräberfelds der späten Bronze-, Hallstatt- und Latènezeit (1400 bis 15 v. Chr.) archäologisch untersucht, die die Vermutung nahelegen, dass sich hier eine keltische Siedlung befunden hat. Bis 2013 wurden 209 Gräber gefunden, darunter 80 Kreisgrabenanlagen. Bedeutende Funde waren das 1952 entdeckte Fürstinnengrab und das 2012 erschlossene Fürstengrab.